# Freycinetia brevipedunculata
Freycinetia brevipedunculata är en enhjärtbladig växtart som beskrevs av Huynh. Freycinetia brevipedunculata ingår i släktet Freycinetia och familjen Pandanaceae. Inga underarter finns listade.